# Prinia
A Prinia a madarak osztályának verébalakúak (Passeriformes) rendjébe és a szuharbújófélék (Cisticolidae) családjába tartozó nem.

## Rendszerezés
A nembe az alábbi fajok tartoznak:
- Prinia crinigera
- Prinia polychroa
- Prinia atrogularis
- Prinia superciliaris
- szürkefejű prínia (Prinia cinereocapilla)
- Prinia buchanani
- Prinia rufescens
- Prinia hodgsonii
- karcsú prinia (Prinia gracilis)
- Prinia sylvatica
- Prinia familiaris
- Prinia flaviventris
- Prinia socialis
- halvány prinia (Prinia subflava)
- Prinia inornata
- Prinia somalica
- Prinia fluviatilis
- Prinia flavicans
- Prinia maculosa
- Prinia hypoxantha
- Prinia molleri
- Prinia bairdii
- Prinia rufifrons
- Prinia erythroptera